# Salpianthus
Salpianthus es un género de plantas herbáceas caducas o perennes perteneciente a la familia Nyctaginaceae. Comprende 13 especies descritas y de estas, solo 4 aceptadas.

## Descripción
Son hierbas perennes o subarbustos, erectos, espinas y brotes espolonados ausentes; plantas hermafroditas. Hojas alternas, reduciendo en tamaño hacia el ápice, triangulares a ovadas, 1.5–16 cm de largo y 1.5–12 cm de ancho, ápice agudo, base subtruncada y entonces cuneada y decurrente a lo largo del pecíolo, margen entero. Inflorescencia una panícula difusa de glomérulos o racimos cortos, axilar o terminal, ramas densamente puberulento-glandulares, pedicelo pequeño o ausente, bractéolas dispersas, no directamente subyacentes al cáliz; cáliz angosto-campanulado o -tubular (ligeramente urceolado), 2.5–3 mm de largo y 1–1.5 mm de ancho, densamente piloso con tricomas puberulento-glandulares cortos entremezclados con tricomas pilosos más grandes y uncinados, verdoso o blanco, 4 (5) lobos diminutos; estambres 3, desiguales, exertos; estilo exerto, estigma agudo, continuo con el estilo. Antocarpo similar al cáliz florífero pero ligeramente más grande, ca 3 mm de largo, a veces el cáliz partiéndose con la edad; semilla lenticular, de 1.5–2 mm de diámetro, negra, lustrosa.

## Taxonomía
El género fue descrito por Aimé Bonpland   y publicado en Plantae Aequinoctiales 1: 154. 1808[1807]. La especie tipo es: Salpianthus arenarius Bonpl.

## Especies aceptadas
A continuación se brinda un listado de las especies del género Salpianthus aceptadas hasta octubre de 2014, ordenadas alfabéticamente. Para cada una se indica el nombre binomial seguido del autor, abreviado según las convenciones y usos.
- Salpianthus aequalis Standl.
- Salpianthus arenarius Bonpl.
- Salpianthus macrodontus Standl.
- Salpianthus purpurascens (Cav. ex Lag.) Hook. & Arn.